# Sucção
Sucção, trata-se, quando uma criança mediante pressão negativa e movimentos linguais obtém o leite ativamente. A criança amolda primeiro o mamilo do seio de sua mãe, succionando o profundamente até a porção posteior da boca na união dos palatos duro e mole. Mediante elevação da mandíbula e língua, a criança comprime e deforma o mamilo, fato que expulsa o leite, que então é deglutido.